# 森佳三
森 佳三（もり けいぞう）は、日本の彫刻家。

## 経歴
1988年、多摩美術大学彫刻科卒業。芸術学士の称号を取得。1997年、フィレンツェ美術学院留学（イタリア政府給費留学生）。2012年、千葉大学社会文化科学研究科博士課程修了、博士（学術）の学位を取得。

## 主な受賞と入選
- 2009年　第10回桜の森彫刻コンクール, 優秀賞受賞
- 2013年　神戸ビエンナーレ2013・神戸港・海上アート展, 奨励賞受賞
- 2016年　International Biennial of Miniature Art Timisoara 2016, Award (ルーマニア)
- 2017年　Ⅱ ArtApp Artist Contest, Winner (イタリア)
- 2017年　第5回蔵と現代美術展、入選
- 2018年　第4回藝文京展, 藝文京展優秀賞受賞
- 2018年　くにたちアートビエンナーレ2018, 入選
- 2019年　第2回アートハウスおやべ現代造形展, 入選

## 主な発表
- 1995年　個展《PORTRAIT》：ギャラリー・オカベ (東京都)
- 1999年　個展《PORTRAITS》：Galleria d’Arte San Vidal (ヴェネツィア)
- 2000年　グループ展《VITALITÀ DELL’ARTE (A confronto diciotto pittori e scultori)》：Galleria Lazzaro by Corsi (ミラノ)
- 2001年　個展《DYNAMIS》：愛知県立愛知芸術文化センター (愛知県)
- 2004年　個展《PHYSIS》：愛知県立愛知芸術文化センター (愛知県)
- 2008年　個展《脱活乾漆による小品展》：堺町画廊 (京都府)
- 2015年　個展《Heimatlos-故郷喪失-》：守山市民ホール (滋賀県)
- 2021年　招待出品《VOLUMETRIC Expoziţie De Sculptură Contemporaneă》：Galerii de Artă (オラデア)

## パブリックコレクション
- 日本国花苑（秋田県井川町）
- ティミショアラ西大学（ルーマニア）
- さくら通り（東京都国立市）[3]
- クリシュの国博物館 (ルーマニア)

## 著作
- 2021　『Heimatlos-故郷喪失-森佳三作品集』田畑書店
- 2022　「アルトゥーロ・マルティーニ『彫刻、死語』」「『彫刻、死語』解題」、『彫刻２－彫刻、死語／新しい彫刻』書肆九十九

## その他
- 2018, 2020年　International Biennial of Miniature Art Timisoaraの審査委員(ルーマニア)